# 세바스티안 그뢰닝
세바스티안 그뢰닝 안데르센(덴마크어: Sebastian Grønning Andersen, 1997년 2월 3일 ~ )은 덴마크의 축구 선수이다. 현재 독일 3. 리가의 잉골슈타트 04에서 공격수로 활동 중이다. K리그 등록명은 그로닝이었다.

## 수상 내역

### 클럽
비보르 FF
- 덴마크 2부 리그: 우승 (2020-21)

### 개인
- 덴마크 2부 리그 득점왕: 2020-21 (23골)[1]